# Église de l'Ascension de Torjok
Pour les articles homonymes, voir Église de l'Ascension.
L'église de l'Ascension de Torjok est une église orthodoxe en bois construite en pierre, située dans la ville de Torjok, dans l'oblast de Tver, en Russie européenne. L'édifice est classé dans la liste de l'héritage patrimonial de la Russie d'importance fédérale depuis 1960. C'est le plus vieil édifice de la ville.

## Géographie
L'église est située dans la ville de Torjok, dans l'oblast de Tver. Il se trouve au no 29 de la rue Grouzinskaïa de Torjok.

## Histoire
L'église est pour la première fois mentionnée en 1625. Mais l'église tomba en ruines, et un nouvel édifice fut construit en 1653. Plusieurs reconstructions et rénovations importantes euerent lieues, particulièrement en 1717, en 1782 avec des fondations en pierre, en 1806 avec un porche, et une modification de la coupole en 1828.
En 1854, une église en pierre fut construite, pour la remplacer. Mais l'archevêqie de Tver fut indigné par la proposition de la détruire, et interdisa sa démolition. Elle fut longtemps laissée vide, avant d'être rouverte en 1883. lors de lérémonie de réouverture, le gouverneur de Tver fut présent ainsi que de nombreux invités.

## Patrimonialité
L'édifice est classé dans la liste de l'héritage patrimonial de la Russie d'importance fédérale sous le no 691510273370006.